# Салонга, Ховито
Ховито "Хови" Ре́йес Салонга (таг. Jovito "Jovy" Reyes Salonga; 22 июня 1920, Пасиг, зависимая территория США Филиппины — 10 марта 2016, Кесон-Сити, Филиппины) — филиппинский юрист, общественный, политический и государственный деятель, президент Сената Филиппин (1987—1992).

## Биография
Родился в семье пресвитерианского пастора. После окончания школы, не успев завершить юридическое образование в Филиппинском Университете, присоединился к антияпонскому освободительному движению. Был схвачен оккупантами и подвергнут пыткам, приговорен к длительному сроку принудительного труда, но в 1943 году в честь Дня основания Японии был амнистирован.
После окончания Второй мировой войны изучал право, получив степень магистра права Гарвардского университета, затем, будучи стипендиатом, получил докторскую степень 
 Йельского университета. Отказавшись от академической карьеры в Соединенных Штатах, принял решение вернуться на родину, чтобы участвовать в создании независимого государства на Филиппинах.
По возвращении он быстро заслужил репутацию одного из лучших юристов страны. Являлся профессором права в ведущих университетах Манилы и автором многочисленных налоговых законов, применявшихся в стране и за рубежом. Являлся автором нескольких монографий по корпоративному праву и международному праву и в 1956 году был назначен деканом юридического факультета филиппинского Дальневосточного университета.
В 1961—1966 годах — депутат Палаты представителей от 2-го избирательного округа провинции Рисаль. C 1966 года — член Сената Филиппин до его роспуска президентом Фердинандом Маркосом в 1973 году.
В 1967 году он был главным адвокатом Бениньо Акино (младшего) в судебном процессе, поданного против него президентом Маркосом. Во многом благодаря навыкам Салонги в юриспруденции Акино выиграл свое дело перед Комиссией по выборам. Впоследствии апелляции Маркоса к Верховному суду и избирательному трибуналу Сената были отклонены, отдавая окончательную победу Салонге и Акино.
В ходе избирательной кампании 1971 г. вместе с некоторыми членами Либеральной партии он был серьезно ранен 21 августа в результате взрыва в ходе партийного митинга на площади Миранда. Несмотря на неутешительные прогнозы врачей, он выжил получив осложнения зрения и слуха.
После введения военного положения в 1972 году он стал одним из наиболее значимых противников авторитарного режима Маркоса и также был активным защитником политических заключенных.
После террористического акта в октябре 1980 году на конференции Ассоциации азиатских туристических агентств в Филиппинском международном конференц-центре он был арестован вместе с несколькими другими представителями оппозиции без предъявления обвинения. Ему было разрешено уехать с женой в США в марте 1981 года для участия в нескольких международных конференциях и пройти медицинские процедуры. Сразу после их отъезда против него были поданы обвинения в подрывной деятельности - известная тактика Маркоса, чтобы заставить своих противников не возвращаться на родину. Сначала он с женой жили в изгнании на Гаити, а затем переехали в Калифорнию. В качестве приглашенного профессора Йельского университета завершает свою книгу о международном праве, а также о диктатуре Маркоса, разрабатывает программу установления новой демократической системы на Филиппинах.
С апреля 1982 года по июнь 1993 год был председателем Либеральной партии.
В конце января 1985 года он возвращается на Филиппины и после «Жёлтой революции» (1986) становится председателем Президентской комиссии по добропорядочному управлению (Commission on Good Government), которая занималась расследованием и возвратом незаконно приобретенных активов членами режима Маркса. В 2000 году швейцарский федеральный суд после 14 лет судебного разбирательства принял решение о возвращении государству коррумпированных средств Маркоса, полученных швейцарским кредитным банком в Цюрихе, и предоставил правительству страны более 680 000 000 долларов США.
С 1987 по 1992 год — член Сената Филиппин и его президент. Автор мнгих прогрессивных законопроектов. Среди них: «Закон о государственной стипендии», «Закон о раскрытии материальной заинтересованности», «Великая хартия вольностей для преподавателей государственных школ», «Кодекс поведения и этические стандарты для государственных служащих и служащих», а также закон о борьбе с хищениями, который, очевидно, был направлен против модели власти, установленный отстраненным президентом Маркосом и его приближенными.
В 1990 году ему была присвоено почетная докторская степень Филиппинского Университета.
В декабре 1991 года он был смещен с должности президента Сената по обвинению в том, что он использовал свой пост для повышения своих шансов стать президентом Филиппин на выборах 1992 года, в которых он является кандидатом, и препятствовал приоритетным законодательным актам администрации Корасон Акино. На президентских выборах занял только шестое место.
После завершения политической карьеры активно участвовал в общественной жизни, работе в ряде фондов выступал с лекциями в ведущих высших учебных заведениях страны. Являлся президентом конституционной конвенции Объединенной церкви Христа на Филиппинах (UCCP), которая состоялась в сентябре 1993 года в церкви Эллинвуд-Малате в Маниле.
В 2007 году ему была присуждена Премия Рамона Магсайсая, в том же году была опубликована его книга «Не по силе или богатству».